# Liste der Biografien/Too
Liste der Biografien |
Portal Biografien |
Personensuche
# |
A |
B |
C |
D |
E |
F |
G |
H |
I |
J |
K |
L |
M |
N |
O |
P |
Q |
R |
S |
T |
U |
V |
W |
X |
Y |
Z |
?
 
Ta |
Tc |
Te |
Tf |
Tg |
Th |
Ti |
Tj |
Tk |
Tl |
Tm |
To |
Tq |
Tr |
Ts |
Tu |
Tv |
Tw |
Tx |
Ty |
Tz
 
Toa |
Tob |
Toc |
Tod |
Toe |
Tof |
Tog |
Toh |
Toi |
Toj |
Tok |
Tol |
Tom |
Ton |
Too |
Top |
Toq |
Tor |
Tos |
Tot |
Tou |
Tov |
Tow |
Tox |
Toy |
Toz
Die Liste der Biografien führt alle Personen auf, die in der deutschsprachigen Wikipedia einen Artikel haben. Dieses ist eine Teilliste mit 83 Einträgen von Personen, deren Namen mit den Buchstaben „Too“ beginnt.

## Too
- Too Short (* 1966), US-amerikanischer RapperToo Short (* 1966)

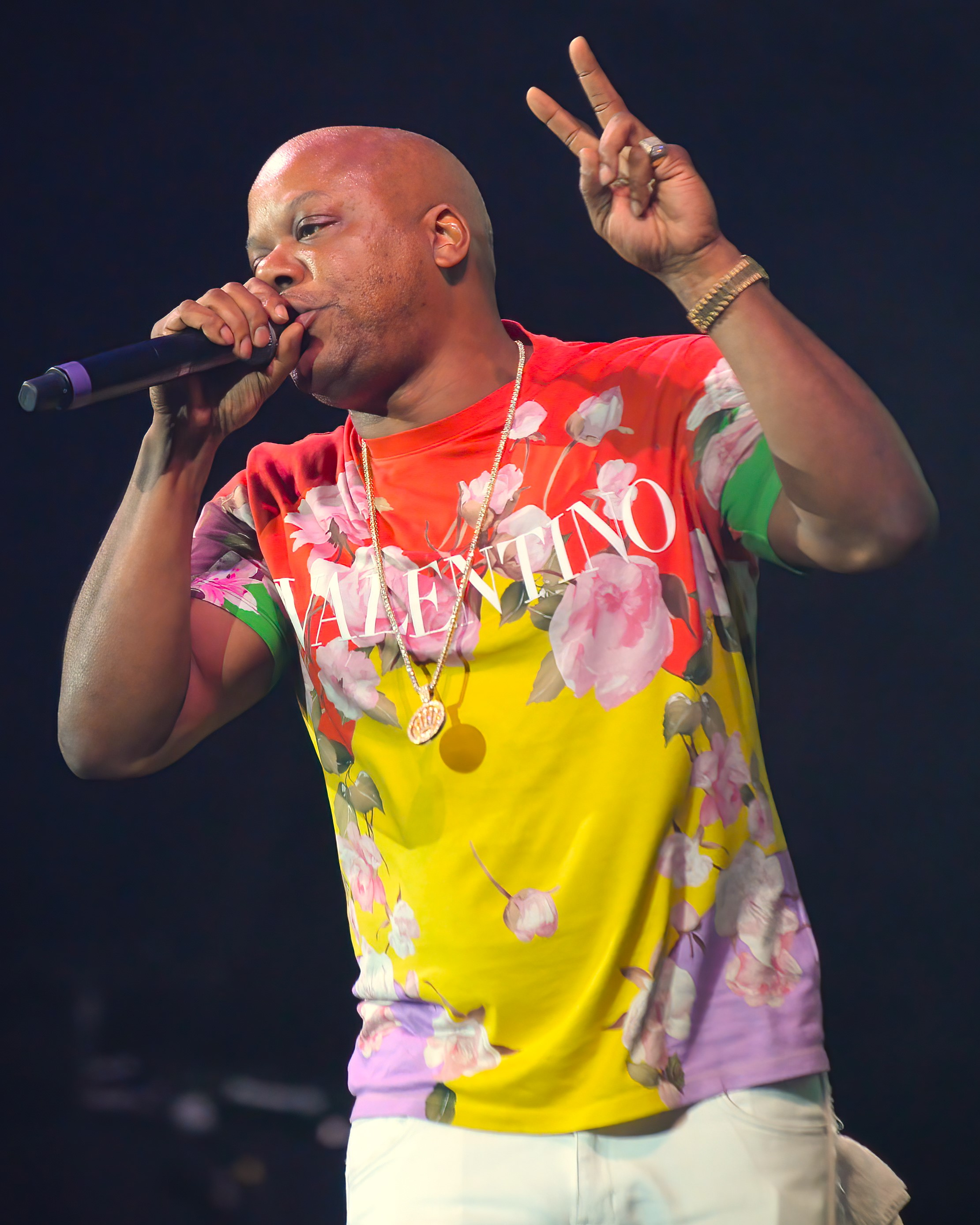
Too Short (* 1966)

- Too, Daniel Kiprugut (* 1978), kenianischer Marathonläufer
- Too, Daniel Kirwa (* 1976), kenianischer Marathonläufer
- Too, David Kimutai (1968–2008), kenianischer Politiker der Orange Democratic Movement (ODM)
- Too, Edwin Kipmutai (* 1995), kenianischer Leichtathlet

### Toob
- Tooby, John (1952–2023), amerikanischer Anthropologe

### Toog
- Toogood, Matthew, australischer Dirigent der in Deutschland wohnt

### Tooh
- Toohey, Christopher (* 1952), australischer Geistlicher, Altbischof von Wilcannia-Forbes
- Toohey, John Peter († 1946), US-amerikanischer Schriftsteller und Publizist
- Toohey, John Thomas (1905–1975), australischer Ordensgeistlicher und römisch-katholischer Bischof von Maitland

### Tooj
- Tooji (* 1987), norwegischer Sänger, Moderator, Komponist

### Took
- Took, Steve Peregrin (1949–1980), britischer Rockmusiker, Bandleader und Songwriter
- Tooke, Thomas (1774–1858), englischer Ökonom
- Tooker, George (1920–2011), US-amerikanischer Maler
- Tooker, William H. (1869–1936), US-amerikanischer Filmschauspieler
- Tookes, Jasmine (* 1991), US-amerikanisches Model
- Tookoolito († 1876), eskimoische Dolmetscherin

### Tool
- Toolan, Suzanne (* 1927), US-amerikanische Lehrerin, Musikerin und Komponistin
- Toole, F. X. (1930–2002), US-amerikanischer Boxtrainer, Cut Man und Schriftsteller
- Toole, Gillian, irische Politikerin
- Toole, John Kennedy (1937–1969), amerikanischer Schriftsteller
- Toole, Joseph (1851–1929), US-amerikanischer Politiker
- Toole, Ottis (1947–1996), US-amerikanischer SerienmörderOttis Toole (1947–1996)

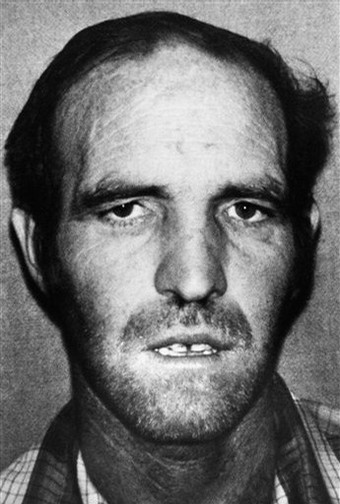
Ottis Toole (1947–1996)

- Toolen, Thomas Joseph (1886–1976), US-amerikanischer römisch-katholischer Geistlicher
- Toolis, Ben (* 1992), australisch-schottischer Rugby-Union-Spieler
- Toolson, Jake (* 1996), amerikanischer Basketballspieler

### Toom
- Toom, Mait (* 1990), estnischer Fußballspieler
- Toom, Tanel (* 1982), estnischer Regisseur
- Toom, Willem den (1911–1998), niederländischer Generalleutnant und Politiker (VVD)
- Toom, Yana (* 1966), estnische Journalistin und Politikerin, Mitglied des Riigikogu, MdEP
- Toʻomata, Tapusalaia Terry, samoanischer Diplomat
- Toomay, Pat (* 1948), US-amerikanischer Footballspieler und Autor
- Toombs, Jaheem (* 2001), US-amerikanischer Schauspieler und Sänger
- Toombs, Robert Augustus (1810–1885), US-amerikanischer Politiker und Brigadegeneral der Konföderierten
- Toombs, Rudy (1914–1962), US-amerikanischer Songwriter
- Toome, Indrek (1943–2023), estnischer Politiker, Mitglied des Riigikogu, Regierungschef
- Toome, Koit (* 1979), estnischer Sänger
- Toomer, Freddie (* 1992), englischer Fußballspieler
- Toomer, Gerald J. (* 1934), britischer Mathematik- und Wissenschaftshistoriker
- Toomer, Jean (1894–1967), US-amerikanischer Schriftsteller
- Toomer, Ron (1930–2011), amerikanischer Achterbahnkonstrukteur
- Toomet, Janar (* 1989), estnischer Fußballspieler
- Toomet, Tiia (* 1947), estnische Schriftstellerin
- Toomey, Bill (* 1939), US-amerikanischer Zehnkämpfer
- Toomey, Marie (1923–2014), australische Tennisspielerin
- Toomey, Pat (* 1961), US-amerikanischer Politiker
- Toomey, Regis (1898–1991), US-amerikanischer Schauspieler
- Toomey, Welby (1897–1989), US-amerikanischer Old-Time-Musiker
- Tooming, Alfred (1907–1977), estnischer evangelisch-lutherischer Geistlicher; Erzbischof der EELK (1967–1977)
- Tooming, Osvald (1914–1992), estnischer Schriftsteller
- Toomla, Jaan (1929–2007), estnischer Kritiker und Verleger
- Toomre, Alar (* 1937), estnisch-amerikanischer Astronom und Mathematiker
- Toomsalu, Ruudi (1913–2002), estnischer Sprinter und Weitspringer

### Toon
- Toon, Malcolm (1916–2009), US-amerikanischer Diplomat
- Toon, Michael (* 1979), australischer Ruderer
- Toon, Owen (* 1947), US-amerikanischer Geophysiker
- Toona, Elin (* 1937), estnische Schriftstellerin
- Toonder, Marten (1912–2005), erster niederländischer Comiczeichner
- Toone, Bernard (1956–2022), US-amerikanischer Basketballspieler
- Toone, Ella (* 1999), britische FußballspielerinElla Toone (* 1999)

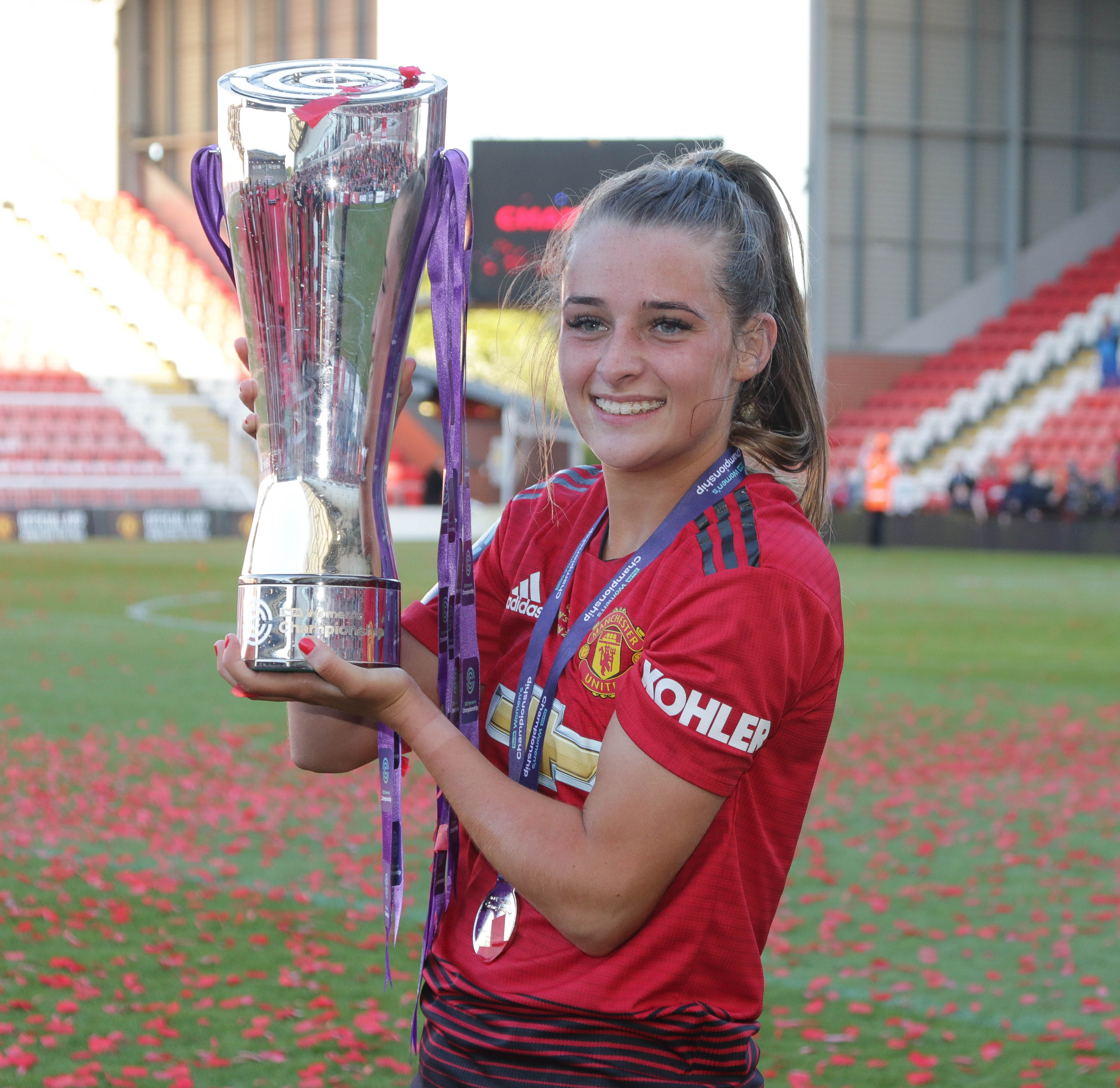
Ella Toone (* 1999)

- Toone, Geoffrey (1910–2005), irischer Schauspieler
- Toonen, Rik (* 1954), niederländischer Wasserballspieler
- Toonga, Glen (* 1995), britischer American-Football-Spieler
- Toony (* 1984), polnischer Rapper und Underground-MC

### Toop
- Toop, David (* 1949), britischer Musiker, Schriftsteller, Musikjournalist und Kurator

### Toor
- Tooran, Siamak, deutscher Pokerspieler
- Toorenvliet, Jacob († 1719), niederländischer Maler und Radierer
- Toornstra, Jens (* 1989), niederländischer Fußballspieler
- Toorop, Charley (1891–1955), niederländische Malerin und Lithografin
- Toorop, Jan (1858–1928), niederländischer Maler

### Toos
- Toosbüy, Wilhelm (1831–1898), deutscher Oberbürgermeister
- Toost, Michael (1927–1983), österreichischer Schauspieler

### Toot
- Tootell, Fred (1902–1964), US-amerikanischer Hammerwerfer und Olympiasieger
- Tooten, Ralf (* 1958), deutscher Fotograf
- Tooth, Liane (* 1962), australische Hockeyspielerin
- Tootill, Michael (* 1967), südafrikanischer Squashspieler
- Tootmaa, Rein (* 1957), estnischer Schriftsteller
- To'oTo'o, Henry (* 2001), US-amerikanischer American-Football-Spieler
- Tootoo, Jordin (* 1983), kanadischer Eishockeyspieler
- Tootoosis, Gordon (1941–2011), kanadischer Schauspieler
- Tootsen, Toivo (* 1943), estnischer Schriftsteller und Politiker

### Toov
- Toovey, Shawn (* 1983), US-amerikanischer Filmschauspieler

### Tooz
- Tooze, Adam (* 1967), britischer WirtschaftshistorikerAdam Tooze (* 1967)

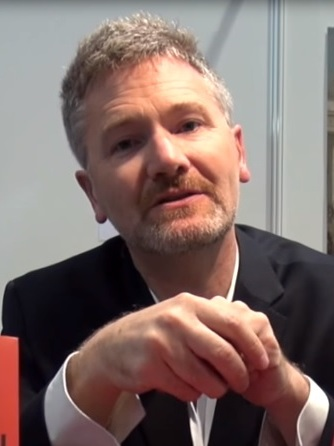
Adam Tooze (* 1967)